# Південна Морава
Півде́нна Мора́ва (серб. Јужна Морава / Južna Morava) — річка в Сербії та в Північній Македонії. Тече головно з півдня на північ, від кордону з Північною Македонією до Центральної Сербії. При злитті з Західною Моравою утворює Велику Мораву.
Має початок на Скопска Чорна Гора у Північній Македонії, на північ від Скоп'є. Річки Ключевська та Слатинська при злитті утворюють річку Голема, яка після перетинання сербсько-македонського кордону має ім'я Біначка Морава. За 49 км має злиття з Прешевська Моравица біля Буяновця й далі 246 км тече як Південна Морава.
Довжина 295 км. Сточище 15 469 км². Середня витрата води в гирлі 100 м³/с.
Річище є за такими улоговинами:
- Гниланська улоговина
- Кончульська улоговина
- Враньська улоговина
- Грделицька улоговина
- Лесковацька улоговина
- Нишська улоговина
- Алексинацька котловина
- Сталацька улоговина.

У Сталацький улоговині має злиття з Західною Моравою.

## Притоки
- Ябланиця
- Ветерниця
- Пуста река
- Топлиця
- Врла
- Нишава
- Сокобаньська Моравиця
- Власина